# Conon (pape)
Pour les articles homonymes, voir Conon.
Conon, né vers 630, est le 83e pape du 21 octobre 686 au 21 septembre 687.
Fils d'un officier des troupes thraces, il étudie en Sicile et est ordonné prêtre à Rome. Il est élu pape le 21 octobre 686 à un âge fort avancé afin que la milice romaine et le clergé alors en désaccord puissent s'accorder un moment de répit pour trouver un successeur au trône de saint Pierre qui agréerait aux deux parties. Durant son pontificat, il élève saint Kilian, le missionnaire irlandais, au rang d'évêque et l'envoie prêcher la foi en Franconie avec ses suivants. Il tente aussi de résoudre le conflit qui sépare la milice romaine du clergé mais sans grand succès. Conon dispose des faveurs de l'empereur byzantin Justinien II qui lui reverse une partie des taxes qu'il prélève sur les territoires de la papauté. Il meurt le 21 septembre 687 à Rome, gravement malade après un règne très court qui s'étale sur une période d'un an.